# 藤孝憲
藤 孝憲（とう たかのり）は、日本ファイナンシャル・プランナーズ協会所属のファイナンシャルプランナー。FPオフィスベストライフ代表。

## 来歴
駒澤大学経済学部卒業。約30社の生損保商品を販売していた元保険募集人。日本ファイナンシャル・プランナーズ協会（日本FP協会）所属のファイナンシャルプランナーとなり、2006年に独立。モットーは「企業に属せず中立公正で商品販売を行わない消費者目線のファイナンシャルプランナー」。「FPオフィスベストライフ」の代表で、主に個人へのアドバイスを行っているほか、上場企業や自営業者も顧客としている。資産運用、保険商品や住宅ローンなどの選び方を中心にアドバイスや情報発信し、保険分野については経験や情報を生かした執筆もしている。長年に渡り、大手予備校でファイナンシャルプランナー2級、CERTIFIED FINANCIAL PLANNER®（CFP）の講師を務め、教育費・保険・相続セミナーの講師も務める。

### 保有資格
CERTIFIED FINANCIAL PLANNER®（CFP）認定者、住宅ローンアドバイザー、証券外務員二種、エクセルVBAエキスパート、DCプランナー2級、ゆうちょ財団金融教育支援員など。